# André Cardinal Destouches
Pour les articles homonymes, voir Destouches.
Œuvres principales
- Issé, pastorale héroïque (1697)
- Callirhoé, tragédie lyrique (1712)
- Les Élémens, opéra-ballet (en collaboration, 1721)

André Cardinal, dit Destouches, est un compositeur français de la période baroque baptisé à Paris le 6 avril 1672 et mort dans la même ville le 7 février 1749.

## Biographie
Fils d'un riche négociant, Étienne Cardinal, seigneur des Touches, et de Suzanne Doublet,  André Cardinal des Touches est instruit par les Jésuites au Collège Louis-le-Grand. Avec le père Tachard il est allé en mission au Siam en 1687. Revenu en France un an plus tard, il est entré dans l'armée et a participé au siège de Namur en 1692, découvrant son talent musical sur le terrain des combats. Il a alors quitté l'armée pour poursuivre ses aspirations musicales. Il suit un enseignement musical avec André Campra qu'il remplacera à sa mort, en 1744, au poste de surintendant de la musique en titre, avec François Colin de Blamont. Il avait auparavant acheté la charge de surintendant de la musique en survivance, dès 1718.
L'opéra Issé de Destouches a été exécuté à Fontainebleau pour Louis XIV en 1697. Louis XIV a été impressionné et dit avoir apprécié sa musique autant que celle de Jean-Baptiste Lully. En 1713 le roi le nomme inspecteur général de l'Académie royale de Musique. L'appui royal a continué avec Louis XV. Le 8 février 1728, il devient directeur de l'Académie, mais ne le reste que jusqu'en 1730, devant céder la place à d'autres administrateurs.
Voltaire le mit fictivement en scène en 1767 dans son André Destouches à Siam.
Marié avec Anne Antoinette de Reynold de La Ferrière, il est le beau-père de Guillaume de Nicolaÿ.

## Œuvres
- Issé, pastorale héroïque, livret de La Motte (1697)[4]
- Amadis de Grèce, tragédie lyrique, livret de La Motte (1699)
- Marpésia|Marthésie, première reine des Amazones, tragédie lyrique, livret La Motte (1699)
- Omphale, tragédie lyrique, livret de La Motte (1701)
- Le Carnaval et la Folie, comédie-ballet, livret de La Motte (1703). L'œuvre fut rejouée pour la première fois en 2007 lors de l'Académie d'Ambronay direction Hervé Niquet, mise en scène par Jacques Osinski et produit par le Centre Culturel d'Ambronay et le théâtre de Reims
- Callirhoé, tragédie lyrique, livret de Pierre-Charles Roy (1712). L'œuvre fut enregistré par Hervé Niquet et le Concert Spirituel pour Glossa.
- Télémaque et Calypso, tragédie lyrique, livret de l'abbé Pellegrin (1714). Recréation mondiale au Festival d’Ambronay (2023) par l'ensemble Les Ombres.
- Œnone cantate à voix seule avec symphonie, texte de La Motte (1716). L'œuvre fut rejouée pour la première fois en 2009 lors du Festival d'Ambronay par l'ensemble Les Ombres
- Sémiramis tragédie lyrique, livret de Pierre-Charles Roy (1718)
- Sémélé cantate à voix seule avec symphonie, texte de La Motte (1719). L'œuvre fut rejouée pour la première fois en 2009 lors du Festival d'Ambronay par l'ensemble Les Ombres
- Les Éléments (opéra-ballet)[5], en collaboration avec Delalande, livret de Roy (1721)[6]
- Les Stratagèmes de l'Amour, ballet héroïque, livret de Roy (1726)

## Discographie sélective
- Le Carnaval & La Folie, Les Eléments, Ensemble Baroque de Limoges, dir. Jean-Michel Hasler. CD Lyrinx, 1986
- Omphale, Callirhoé, Suites instrumentales, Ensemble Baroque de Limoges, dir. Jean-Michel Hasler. CD Ades 1990
- Les Eléments, opéra-ballet, The Academy of Ancient Music, dir. Christopher Hogwood. CD Oiseau-Lyre, 1989
- Callirhoé, tragédie lyrique, Stéphanie d'Oustrac (Callirhoé), Cyril Auvity (Agénor), João Fernandes (Corésus), Ingrid Perruche (La Reine), Renaud Delaigue (Le Ministre), Stéphanie Révidat (une princesse de Calypso, une Bergère), Le Concert Spirituel, dir. Hervé Niquet. 2 CD Glossa, 2007
- Les Eléments, opéra-ballet (composé à quatre mains avec Michel-Richard Delalande), Ensemble Les Surprises, dir. Louis-Noël Bestion de Camboulas. CD Ambronay, 2016
- Issé, pastorale héroïque, Judith van Wanroij (Issé), Chantal Santon-Jeffery (Doris), Eugénie Lefebvre (La première Hespéride, une Nymphe, une Dryade), Mathias Vidal (Apollon sous les traits du berger Philémon), Thomas Dolié (Hylas), Matthieu Lécroart (Jupiter, Pan), Etienne Bazola (Hercule, le Grand Prêtre), Stéphen Collardelle (un Berger, le Sommeil, l'Oracle), Les Chantres du Centre de musique baroque de Versailles, Ensemble Les Surprises, dir. Louis-Noël Bestion de Camboulas. 2 CD Ambronay éditions, 2019 - Diapason d’or
- Sémélé, cantate à voix seule avec symphonie, Les Ombres. CD Mirare, 2014
- Sémiramis, Emmanuelle de Negri (soprano), Éléonore Pancrazi (mezzo-soprano), Mathias Vidal (ténor), Thibault de Damas (baryton-basse), Chœur du Concert Spirituel, Les Ombres, dir. Margaux Blanchard et Sylvain Sartre. 2 CD Château de Versailles Spectacle 2020
- Telemaque & Calypso: Emmanuelle de Negri, Isabelle Druet, Margaux Blanchard, Antonin Rondepierre, Les Chantres Du Centre de Musique Baroque de Versailles  Les Ombres, Sylvain Sartre 2CD 2024 Château de Versailles